# 卡捷里尼夫卡 (博布羅維齊亞區)
50°44′2″N 31°37′51″E / 50.73389°N 31.63083°E
卡捷里尼夫卡（烏克蘭語：Катеринівка），是烏克蘭北部的村莊，隸屬切爾尼希夫州的尼任區。該村始建於1800年，面積1.09平方公里，海拔高度135米，2006年人口119，人口密度每平方公里109.1人。